# Каменица (бира)
Вижте пояснителната страница за други значения на Каменица.
„Каменица“ е търговска марка българска бира, тип лагер, която се произвежда от пивоварната „Каменица“ АД, собственост на международната пивоварна компания „Molson Coors“.

## История
Началото на историята на бирата „Каменица“ е свързано с тримата швейцарци Рудолф Фрик, Фридрих Сулцер и Кристиан Август Бомонти. Фрик и Сулцер пристигат на Балканите в началото на 1870-те години и започват работа в компанията на Източните железници на барон М. Хирш в тогавашната Османска империя. По същото време в империята живее техният сънародник Бомонти, който вече е създал бирена фабрика в Цариград и планира да създаде такава и в Пловдив.
Тримата швейцарци се установяват в Пловдив. Първоначално през 1879 – 1881 г. пивото се произвежда по ръчен начин в малка работилница в квартал „Алтъ тепе“, като дневната продукция е около 1 хектолитър. През 1881 г. започва изграждането на модерна пивоварна фабрика. Махалата носела името на малко сиенитно хълмче, което се е намирало на мястото на днешната бирена фабрика „Каменица". Гръцкото му име било „Петрица", а българското „Каменица". Векове наред тук имало каменни кариери, които снабдявали със строителни материали града. През 1881 г. е регистрирана търговската марка „Каменица“, а новата пивоварна започва работа през 1883 г.
Понастоящем производител на бирата с марка „Каменица“ е пивоварната „Каменица“ АД, която от 1995 г. е собственост на „InBev", през 2010 г. става притежание на чешката компания „StarBev", а от 2012 г. е собственост на американо-канадската „Molson Coors“

## Характеристика и асортимент
През годините Каменица допълва своя качествен и разнороден каталог с многобройни нови видове бира: Каменица Live (първата бутилирана жива бира в България) излиза на пазара през 2002 г. Две години по-късно се появява Каменица Твърдо (с 9 % алкохолно съдържание!), а впоследствие и Каменица Червено, Каменица Бяло (първата нефилтрирана бира в България) и Каменица LEV – за ценителите на специални бири.
Днес на пазара търговският асортимент на марката включва:
- Каменица' – светла бира с екстрактно съдържание 10,2° P и алкохолно съдържание 4,4 % об.
- Каменица тъмно – тъмна бира с екстрактно съдържание 13,5° P и алкохолно съдържание 6 % об.
- Каменица пшенично – светла пшенична бира с екстрактно съдържание 11,5° P и алкохолно съдържание 5 % об.
- Каменица Фреш Лимон – светла сезонна плодова бира с екстрактно съдържание 8,3° P и алкохолно съдържание 2 % об.
- Каменица Фреш Грейпфрут – светла сезонна плодова бира с екстрактно съдържание 8,3° P и алкохолно съдържание 2 % об.
- Каменица 0 % – светла безалкохолна бира с алкохолно съдържание 0 % об.

- Каменица
- Каменица Тъмно
- Каменица Пшенично
- Каменица Фреш

## Награди
- 1892 г., Пловдив: почетен диплом на Първото българско земеделческо промишлено изложение;
- 1893 г., Брюксел: златен медал на Exposition internationale de boissons fermentes hygiéniques;
- 1893 г., Чикаго: сребърен медал на Колумбовото изложение;